# شريف عبد السلام
 شريف عبد السلام  (1978 الجزائر) هو لاعب كرة قدم جزائري.